# Rosalind (maan)
Rosalind (ook : Uranus XIII) is een maan van Uranus met een grijze oppervlakte. De maan is in 1986 ontdekt door Voyager 2. Rosalind is genoemd naar de dochter van een hertog en een van de hoofdpersonages uit Shakespeares komedie "As You Like It".
Rosalind behoort tot de groep manen rond Uranus, waartoe ook Bianca, Cressida, Desdemona, Portia, Juliet, Cupid, Belinda en Perdita behoren. Deze manen hebben dezelfde banen en fotometrische eigenschappen. Spijtig genoeg is buiten de straal van zijn baan (ca. 36 km) en zijn geometrisch albedo van 0,08 niets geweten over deze maan.
Miranda · Ariel · Umbriel · Titania · Oberon

Cordelia · Ophelia · Bianca · Cressida · Desdemona · Juliet · Portia · Rosalind · Cupid · Belinda · Perdita · Puck · Mab · Francisco · Caliban · Sycorax · Margaret · Prospero · Setebos · Stephano · Trinculo · Ferdinand